# Adriaan Joseph Sloot
Adriaan Joseph Sloot (Doesburg, 27 januari 1846 – Rode Zee, 24 juli 1911) was een Nederlandse jurist.

## Leven en werk
Sloot was een zoon van de violist Joost Willem Sloot (1815-1887) en Johanna Heijdeman. Hij begon als gewoon ambtenaar (aspirant-controleur) in Bandoeng. Hij ging vervolgens terug naar Nederland om te herstellen van een ziekte maar ook om te studeren aan de Leidse Universiteit. Weer terug in Nederlands-Indië werd hem diverse keren de voet dwars gezet om raadsheer te worden. Zijn laatste functie was echter president van de Raad van justitie in Makassar. Hij werd in 1903 benoemd tot officier in de Orde van Oranje-Nassau en in 1910 tot ridder in de Orde van de Nederlandse Leeuw. Hij was de eerste rechterlijke ambtenaar, die aldaar met pensioen kon gaan; hij was toen circa twintig jaar voorzitter geweest. Hij overleed tijdens een terugtocht naar Nederland op stoomschip Tambora in de Rode Zee. Hij leed toen al enige tijd aan een oogziekte. Adriaan Joseph Sloot huwde drie keer.